# جامعة إهيمه
جامعة إهيمه هي جامعة وطنية يابانية في ماتسوياما، بمحافظة إهيمه في اليابان. تضم الجامعة أكبر عدد من الطلاب في منطقة شيكوكو. بعد هزيمة اليابان في الحرب العالمية الثانية تأسست هذه الجامعة في مايو 1949م، من بين العديد من الجامعات الوطنية الأخرى التي أقامتها الحكومة اليابانية لإصلاح نظام التعليم. كان في الجامعة أربع كليات: العلوم الإنسانية، والعلوم، والتربية، والهندسة. والتي تم دمجها من مدرسة ماتسوياما الوطنية الثانوية (التي تأسست عام 1919م)، ومدرسة المعلمين الشباب بمحافظة إهيمه (1876م)، ومدرسة المعلمين بنفس المحافظة (1927م)، ومدرسة إهيمه الفنية بمحافظة نيهاما (1939م)، وتضم الجامعة اليوم ست كليات وخمس مدارس عليا.

## الكليات
من أقسام الجامعة أيضا كلية الحقوق والآداب، وكلية التربية، وكلية الابتكار الإقليمي التعاوني، وكلية العلوم، وكلية الطب، وكلية الهندسة، وكلية الزراعة.

## البرامج الأكاديمية
يوجد في الجامعة برنامج أكاديمي انتقائي فريد من نوعه وهو دورات علمية ممتازة، وهي تقبل عدداً قليلاً من الطلاب الموهوبين. حيث يتم تدريبهم من خلال الدورات الدراسية المنظمة بشكل خاص وترتكز على العلوم المتخصصة. ويلتحقون بإحدى الدورات في العلوم البيئية، وعلوم الأرض، والهندسة الطبية الحيوية. ويمكن لطلاب الدورات تلك اكمال تعليمهم الجامعي في غضون ثلاث سنوات فقط للتقدم للدراسات العليا في جامعة إهيمه أو في أي مكان آخر.

## مشروع التعاون بين الثانوية والجامعة
يوجد لدى الجامعة تعاون وثيق مع ثانوية مينامي المتواجدة في محافظة اهيمه في ماتسوياما، والتي تم تصنيفها كمدرسة ثانوية للعلوم المتميزة من قبل وزارة التعليم والثقافة والرياضة والتكنولوجيا اليابانية.

## مراكز البحوث المتقدمة
تنشط الجامعة بشكل خاص في مجال العلوم، وهي موطن لمراكز عالمية المستوى بما في ذلك مركز التميز التعليمي الحكومي الوطني، ومركز دراسات البيئة البحرية، ومركز أبحاث الجيوديناميك، وتشمل مراكز الأبحاث الأخرى مثل مركز أبحاث العلوم والتكنولوجيا الخالي من الخلايا، بقيادة عالمة الأحياء المشهورة عالمياً ياايتا اندو، ومركز أبحاث بروتو في اهيمه للأدوية، ومركز أبحاث ثقافة الحديد القديمة في شرق آسيا، ومركز أبحاث الفضاء والتطور الكوني.